# Nyanzapithecus
 Nyanzapithecus  ist eine ausgestorbene Gattung der Primaten, die während des frühen Miozäns in Ostafrika vorkam. In Kenia entdeckte Fossilien, die zu dieser Gattung gestellt werden, wurden teils in die Zeit vor rund 20 bis 18 Millionen Jahren, teils vor 13 Millionen Jahren datiert.

## Namensgebung
Die Bezeichnung der Gattung Nyanzapithecus verweist zum einen auf den Fundort in der kenianischen Provinz Nyanza, zum anderen ist sie ist abgeleitet aus dem griechischen Wort πίθηκος (altgriechisch ausgesprochen píthēkos: „Affe“). Nyanzapithecus bedeutet somit „Affe aus Nyanza“. Das Epitheton der Typusart, Nyanzapithecus vancouveringi, ehrt den New Yorker Anthropologen John Van Couvering und dessen Ehefrau Judith Van Couvering; John Van Couvering hatte im Jahr 1968 das Fossil KNM-RU 2058 entdeckt, das 1986 als Holotypus von Gattung und Typusart ausgewählt wurde.
In der Erstbeschreibung wurde die Gattung zur Familie Oreopithecidae gestellt; andere Autoren ordnen sie der Familie Proconsulidae zu.

## Erstbeschreibung
Holotypus der Gattung und zugleich der Typusart Nyanzapithecus vancouveringi ist das Fragment eines linken Oberkiefers mit vier erhaltenen Zähnen (4. Prämolar bis 3. Molar) mit der Sammlungsnummer KNM-RU 2058 vom Fundort Rusinga. Ergänzend wurden der Erstbeschreibung von Gattung und Typusart sechs weitere Fossilien als Paratypen beigegeben: ein zweites Oberkiefer-Fragment, ein Unterkiefer und vier einzelne Zähne. Die Größe dieser Fossilien entspricht annähernd den vergleichbaren Körperteilen der heute lebenden Siamangs.
In die fossilen Belege der Erstbeschreibung der Gattung Nyanzapithecus durch Terry Harrison gingen 1986 auch Fossilien ein, die Peter Andrews 1974 als Typusexemplare der von ihm neu benannten Gattung und Art Rangwapithecus vancouveringi zugeordnet hatte, darunter das Fossil KNM-RU 2058, das Andrews als Typusexemplar für Rangwapithecus vancouveringi ausgewiesen hatte. Nachdem in Kenia zusätzliche Fossilien aus dem frühen Miozän entdeckt worden waren, argumentierte Harrison 1986, dass die von Andrews 1974 zugleich mit Rangwapithecus vancouveringi eingeführte Typusart der Gattung Rangwapithecus, Rangwapithecus gordoni, sich so erheblich von den zu Rangwapithecus vancouveringi gestellten Funden unterscheide, dass für Rangwapithecus vancouveringi eine eigene Gattungsbezeichnung zweckmäßig sei. Den internationalen Regeln für die Zoologische Nomenklatur folgend, wurde bei dieser Umbenennung das verweisende Epitheton vancouveringi beibehalten.
Abgegrenzt wurde die Gattung ferner gegen Mabokopithecus clarki (von Koenigswald, 1969) und die viel jüngere Gattung Oreopithecus.

## Arten der Gattung
Der Gattung Nyanzapithecus werden folgende Arten zugeschrieben:
- Nyanzapithecus alesi, 2017 erstmals benannt von einer Forschergruppe um Fred Spoor vom Max-Planck-Institut für evolutionäre Anthropologie,[4] belegt durch den 13 Millionen Jahre alten, gut erhaltenen Kinderschädel KNM-NP 59050 vom Fundort Napudet im Turkana-Becken, Nord-Kenia. Das Epitheton alesi (abgeleitet vom Wort ales) bedeutet in der in Nord-Kenia verbreiteten Turkana-Sprache „Vorfahre“ / „Urahn“.
- Nyanzapithecus harrisoni, rund 15 Millionen Jahre alte Funde aus Nachola im Samburu District, Nord-Kenia,[5] 1997 benannt nach Terry Harrison;
- Nyanzapithecus pickfordi, ein 20 bis 18 Millionen Jahre alter Zahn vom Fundort Maboko Island (Victoriasee, Kenia), 1986 von Terry Harrison benannt nach Martin Pickford – Typusexemplar ist ein gut erhaltener linker oberer Molar 1, Archiv-Nummer KNM-MB 11645;
- Nyanzapithecus vancouveringi (auch: Nyanzapithecus vancouveringorum), 20 bis 18 Millionen Jahre alte Fossilien aus der Fundstellen Rusinga und Mfangano (Victoriasee, Kenia) sowie Songhor (Nyando District, Kenia)

## Belege
1. ↑  Terry Harrison: New Fossil Anthropoids From the Middle Miocene of East Africa and Their Bearing on the Origin of the Oreopithecidae. In: American Journal of Physical Anthropology. Band 71, Nr. 3, 1986, S. 265–284, doi:10.1002/ajpa.1330710303, Volltext (PDF).
2. ↑  Iyad S. Zalmout et al.: New Oligocene primate from Saudi Arabia and the divergence of apes and Old World monkeys. In: Nature. Band 466, 2010, S. 360–364, doi:10.1038/nature09094.
3. ↑  Peter Andrews: New species of Dryopithecus from Kenya. In: Nature. Band 249, 1974, S. 188–190, doi:10.1038/249188a0.
4. ↑  Isaiah Nengo et al.: New infant cranium from the African Miocene sheds light on ape evolution. In: Nature. Band 548, 2017, S. 169–174, doi:10.1038/nature23456.
5. ↑  Yutaka Kunimatsu: New Species of Nyanzapithecus from Nachola, Northern Kenya. In: Anthropological Science. Band 105, Nr. 2, 1997, S. 117–141, doi:10.1537/ase.105.117.